# Bombenanschläge von Guildford

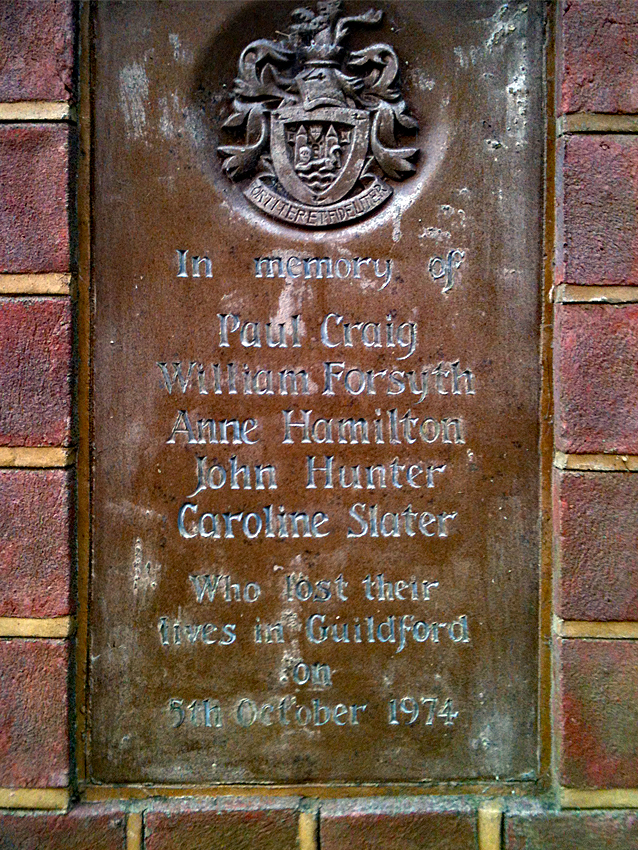
Guildford Bombing Memorial in Quaker's Acre. Die Inschrift lautet: Zum Gedenken an Paul Craig, William Forsyth, Anne Hamilton, John Hunter und Caroline Slater. Ermordet am 5. Oktober 1974.

Als Bombenanschläge von Guildford (englisch Guildford pub bombings) werden zwei Bombenanschläge der Provisional Irish Republican Army in der englischen Kleinstadt Guildford bezeichnet.

## Hintergrund
Im Rahmen der Éire Nua-Strategie der IRA wurde deren Kampf für ein vereinigtes Irland nach Vorbild der Irischen Republik, der bisher vor allem in der Republik Irland und Nordirland stattfand auch auf das gesamte Vereinigte Königreich ausgedehnt. In der Folge kam es beginnend mit dem 5. Oktober 1974 zu zahlreichen Bombenanschlägen, vor allem im Großraum London, die zahlreiche Todesopfer forderten.

## Guildford-Anschläge
Am 5. Oktober 1974 verübte eine Active Service Unit der IRA, später bekannt als Balcombe Street Gang, zwei Bombenanschläge in Guildford. Ziele waren die Pubs Seven Stars und Horse and Groom, die insbesondere bei britischen Soldaten beliebt waren. Die erste Bombe explodierte um 20:30 Uhr im Horse and Groom und tötete vier Soldaten (je zwei Mitglieder der Scots Guards und des Women's Royal Army Corps) und einen Zivilisten. 65 weitere Menschen wurden teils schwer verletzt. Unmittelbar nach dem Anschlag wurden andere Pubs in Guildford, darunter auch das Seven Stars, evakuiert. Die zweite Bombe, die um 21.00 Uhr im Seven Stars detonierte, hatte daher keine schwereren Personenschäden zur Folge. Bei beiden Anschlägen wurden Sechs-Pfund-Bomben auf Nitroglycerin-Basis verwendet.
Die Bombenanschläge von Guildford bildeten den Auftakt einer Jahre dauernden Anschlagsserie verschiedener Active Service Units der IRA. Die für die Guildford-Anschläge verantwortliche Balcombe Street Gang verübte bis zu ihrer Verhaftung am 13. Dezember 1975 weitere Anschläge in London und der näheren Umgebung. Unter anderem zeichnet sie auch für den Anschlag vom 7. November 1974 auf den Pub Kings Arms in Woolwich, der zwei Menschenleben forderte, verantwortlich.

## Guildford Four
Etwa zwei Monate nach den Bombenanschlägen von Guildford verhaftete die Polizei mehrere Nordiren und eine Engländerin, die für die Durchführung und Vorbereitung der Anschläge verantwortlich gemacht wurden. Nach langen Verhören, in denen auch Foltermethoden Anwendung fanden, gestanden vier Inhaftierte die Taten. Diese vier wurden schließlich für die Durchführung der Anschläge angeklagt, sieben weitere als Unterstützer. Die vier Hauptangeklagten, die später als Guildford Four bekannt wurden, wurden zu lebenslangen Freiheitsstrafen, die sieben Unterstützer, die Maguire Seven, wurden zu mehrjährigen Freiheitsstrafen verurteilt. Später stellte sich heraus, dass forensische Beweise wissenschaftlich nicht haltbar waren und die Geständnisse teils gefälscht waren und auf unerlaubten Verhörmethoden basierten. Die Verurteilungen wurden 1989 aufgehoben.